# 珲春林业局
珲春林业局是一个位于中华人民共和国吉林省延边朝鲜族自治州珲春市的类似乡级单位，亦是长白山森工集团所属的一个林业局。
长白山森工集团珲春林业有限公司（珲春林业局）经营面积40.5万公顷，森林覆盖率79.7%。下设29个基层单位，其中林场12个。

## 行政区划
珲春林业局下辖以下单位：
青龙台林场、春化林场、三道沟林场、河山林场、大荒沟林场、解放林场、英安林场、凉水林场、敬信林场、哈达门苗圃、杨泡营林站生活区和板石营林站生活区。